# Tanginak
Tanginak è una piccola isola disabitata del gruppo delle Krenitzin nell'arcipelago delle Aleutine orientali e appartiene all'Alaska (USA). Si trova 3,5 km ad est dell'isola Akun.
Il suo nome è stato pubblicato dal capitano Teben'kov nel 1852.